# Concert for George
Il Concert for George fu tenuto presso la Royal Albert Hall a Londra il 29 novembre 2002 come tributo in memoria di George Harrison a un anno dalla sua morte. L'evento fu organizzato dalla vedova di Harrison, Olivia, e dal figlio Dhani, sotto la direzione musicale di Eric Clapton e Jeff Lynne. I profitti dell'evento furono donati alla Material World Charitable Foundation, un'organizzazione istituita da Harrison.

## Esecuzioni
Il concerto si è aperto, attraverso una invocazione in lingua sanscrita, con il brano Sarve Shaam; è stato seguito poi da Anoushka Shankar, che suonò Your Eyes. 
Successivamente, Anoushka Shankar e Jeff Lynne si sono esibiti con The Inner Light, succeduto da Arpan di Ravi Shankar. Arpan è stato seguito da Sit on My Face, eseguito da alcuni membri dei Monty Python (Eric Idle, Terry Jones e Terry Gilliam). Sono poi entrati in scena Michael Palin, Carol Cleveland, Neil Innes e Tom Hanks, esibendosi con La canzone del taglialegna.
Il resto del concerto comprendeva la "George's Band" e includeva due degli ex-membri dei Beatles: Paul McCartney e Ringo Starr così come i musicisti Eric Clapton, Jeff Lynne, Tom Petty, Billy Preston, Jools Holland, Albert Lee, Sam Brown, Joe Brown, Gary Brooker, Ray Cooper, Andy Fairweather-Low, Marc Mann, il figlio di George Dhani Harrison e altri musicisti che erano apparsi nelle registrazioni di Harrison nel corso degli anni. Essi hanno eseguito una selezione di brani per lo più di Harrison, sia da Beatles che da solista, restando in parte fedeli ai suoi arrangiamenti originali. Tra gli esecutori sono inclusi Clapton e Preston con Isn't a Pity; Starr con Photograph; McCartney e Clapton con Something; Preston con My Sweet Lord; McCartney, Clapton e Starr con While My Guitar Gently Weeps. L'evento è stato chiuso da Joe Brown, con I'll See You In My Dreams, suonata con un ukulele.
L'evento venne filmato e pubblicato in DVD nel 2003. In quello stesso anno, fu anche pubblicata una versione album (Concert for George); i brani di Monty Python e Sam Brown non vi sono inclusi.

## Lista dei brani
1. Sarve Shaam - 3:18
  - Preghiera tradizionale - inclusa una dedica di Ravi Shankar
2. Your Eyes - 8:22
  - Anoushka Shankar: sitar/Tanmoy Bose: tabla
3. The Inner Light - 3:01
  - Anoushka Shankar: sitar/Jeff Lynne: voce, chitarra/Tanmoy Bose: tabla/Dhani Harrison: pianoforte, coro
4. Arpan - 23:01
  - Anoushka Shankar: sitar, direttrice d'orchestra/La London Metropolitan Orchestra, Pedro Eustache: strumenti a fiato
5. Un interludio comico-musicale con quattro membri dei Monty Python: Michael Palin, Eric Idle, Terry Jones e Terry Gilliam. Altri musicisti: Neil Innes, Carol Cleveland e Tom Hanks.
  - Sit on My Face - 0:44
  - La canzone del taglialegna - 3:43
6. I Want to Tell You - 2:52
  - Jeff Lynne: voce, chitarra
7. If I Needed Someone - 2:28
  - Eric Clapton: voce, chitarra
8. Old Brown Shoe - 3:48
  - Gary Brooker: voce, tastiera
9. Give Me Love (Give Me Peace on Earth) - 3:29
  - Jeff Lynne: voce, chitarra
10. Beware of Darkness - 4:00
  - Eric Clapton: voce, chitarra
11. Here Comes the Sun - 3:09
  - Joe Brown: voce, chitarra/Neil Gauntlett: chitarra/Dave "Rico" Nilo: basso/Phil Capaldi: batteria/Andy Fairweather-Low: chitarra
12. That's the Way It Goes - 3:39
  - Joe Brown: voce, mandolino/Neil Gauntlett: chitarra/Dave "Rico" Nilo: basso/Phil Capaldi: batteria
13. Horse to the Water -
  - Sam Brown: voce,/Jools Holland: pianoforte/Jim Capaldi: batteria
14. Taxman - 3:10
  - Tom Petty: voce, chitarra/Mike Campbell: chitarra/Benmont Tench: tastiera/Ron Blair: basso/Steve Ferrone: batteria/Scott Thurston: chitarra, coro
15. I Need You - 3:00
16. Handle with Care - 3:27
17. Isn't It a Pity - 6:58
18. Photograph - 3:56
  - Ringo Starr: voce,/Eric Clapton: chitarra/Dhani Harrison: Chitarra acustica/Ron Blair: basso/Marc Mann: chitarra/ Jim Capaldin: batteria
19. Honey Don't - 3:03
20. For You Blue - 3:04
21. Something - 4:25
  - Paul McCartney voce, ukulele, /Eric Clapton: chitarra
22. All Things Must Pass - 3:33
23. While My Guitar Gently Weeps - 5:57
  - Eric Clapton: chitarra, voce /Dhani Harrison: Chitarra acustica/ Paul McCartney: piano/Ringo Starr: batteria/ Chris Stainton: tastiere
24. My Sweet Lord - 5:02
  - Billy Preston: voce e piano/ Eric Clapton: chitarra/ Dhani Harrison: Chitarra acustica/ Ringo Starr: batteria/ Chris Stainton: tastiere
25. Wah-Wah - 6:06
26. I'll See You In My Dreams - 4:01

## George's Band (dopo l'interludio) e ospiti
- Eric Clapton - chitarra, direttore musicale
- Paul McCartney - pianoforte, chitarra acustica, ukulele
- Jeff Lynne, Tom Petty, Joe Brown, Albert Lee, Marc Mann, Andy Fairweather-Low, Dhani Harrison - chitarra elettrica e acustica
- Gary Brooker, Jools Holland, Chris Stainton, Billy Preston - tastiera
- Dave Bronze, Klaus Voormann - basso
- Jim Capaldi, Ringo Starr, Jim Keltner, Henry Spinetti - batteria
- Ray Cooper - percussioni
- Jim Horn - sassofono contralto
- Tom Scott - sassofono tenore
- Katie Kissoon, Tessa Niles, Sam Brown - coro
- Ravi Shankar - sitar